# Parlamento Regional de Renania del Norte-Westfalia
El Parlamento Regional de Renania del Norte-Westfalia  es el parlamento estatal (Landtag) del estado federado alemán de Renania del Norte-Westfalia. Se reúne en Düsseldorf, en la sección oriental del distrito de Hafen. Sus funciones principales incluyen la aprobación de leyes, la elección del Ministro Presidente del Estado y la administración del gobierno. 
El actual gobierno consiste en una coalición entre la CDU y los Verdes, bajo el Ministro presidente Hendrik Wüst.
La última elección estatal tuvo lugar el 15 de mayo de 2022.

## Composición actual

### Resultado electoral
| Elecciones estatales de Renania del Norte-Westfalia de 2022 |                           |                  |           |        |           |           |
| Candidaturas                                                | Candidaturas              | Candidato        | Votos     | Votos  | Diputados | Diputados |
|                                                             | Unión Demócrata Cristiana | Hendrik Wüst     | 2 552 276 | 35,7 % | 76        | 4         |
|                                                             | Partido Socialdemócrata   | Thomas Kutschaty | 1 905 002 | 26,7 % | 56        | 13        |
|                                                             | Alianza 90/Los Verdes     | Mona Neubaur     | 1 299 821 | 18,2 % | 39        | 25        |
|                                                             | Partido Democrático Libre | Joachim Stamp    | 418 460   | 5,9 %  | 12        | 16        |
|                                                             | Alternativa para Alemania | Markus Wagner    | 388 768   | 5,4 %  | 12        | 4         |
| Fuente: Parlamento de Renania del Norte-Westfalia           |                           |                  |           |        |           |           |

Las últimas elecciones, celebradas en 2022, se llevaron a cabo con el mismo sistema electoral de representación proporcional que a nivel federal, pero hasta 2010, el votante contaba con únicamente un voto, tanto para candidatos directos y listas de partidos. En 2010 se cambió al sistema de dos votos utilizado en las elecciones federales alemanas.

### Órganos del Parlamento en la XVIII legislatura

#### La Mesa
| Cargo                                             | Titular           | Lista      |
| ------------------------------------------------- | ----------------- | ---------- |
| Presidente                                        | André Kuper       | CDU        |
| Vicepresidente primero                            | Rainer Schmeltzer | SPD        |
| Vicepresidenta segunda                            | Berivan Aymaz     | B'90/Grüne |
| Vicepresidente tercero                            | Christof Rasche   | FDP        |
| Fuente: Parlamento de Renania del Norte-Westfalia |                   |            |

#### Grupos parlamentarios
| Grupo parlamentario                               | Grupo parlamentario                                 | Integrantes               | Líder           | Portavoz       | Escaños |
| ------------------------------------------------- | --------------------------------------------------- | ------------------------- | --------------- | -------------- | ------- |
|                                                   | Christlich Demokratischen Union Nordrhein-Westfalen | Unión Demócrata Cristiana | Hendrik Wüst    | Jan Heinisch   | 76      |
|                                                   | Sozialdemokratische Partei Nordrhein-Westfalen      | Partido Socialdemócrata   | Sarah Philipp   | Achim Post     | 56      |
|                                                   | Bündnis 90/Die Grünen Nordrhein-Westfalen           | Alianza 90/Los Verdes     | Tim Achtermeyer | Yazgülü Zeybek | 39      |
|                                                   | Freie Demokratische Partei Nordrhein-Westfalen      | Partido Democrático Libre | Henning Höne    | Nicole Westig  | 12      |
|                                                   | Alternative für Deutschland                         | Alternativa para Alemania | Martin Vincentz | Fabian Jacobi  | 12      |
| Fuente: Parlamento de Renania del Norte-Westfalia |                                                     |                           |                 |                |         |

#### Comisiones
| Comisiones del Parlamento de Renania del Norte-Westfalia                                            |             |                          |                           |
| Comisión                                                                                            | Presidencia | Presidencia              | Vicepresidencia           |
| Comisiones permanentes                                                                              |             |                          |                           |
| Trabajo, Salud y Asuntos Sociales                                                                   |             | Josef Neumann            | Daniel Hagemeier          |
| Asuntos Internos y Locales                                                                          |             | Guido Déus               | Thomas Göddertz           |
| Integración                                                                                         |             | Gregor Kaiser            | Silvia Gosewinkel         |
| Igualdad y Mejer                                                                                    |             | Britta Oellers           | Christin-Marie Stamm      |
| Familia, Niñez y Juventud                                                                           |             | Wolfgang Jörg            | Eileen Woestmann          |
| Intereses de la Infancia y Adolescencia                                                             |             | Nina Andrieshen          | Christina Schulze Föcking |
| Europa y Asuntos Internacionales                                                                    |             | Stefan Engstfeld         | Sven W. Tritschler        |
| Finanzas                                                                                            |             | Carolin Kirsch           | Volkhard Wille            |
| Presupuesto                                                                                         |             | Carolin Kirsch           | Ralf Schwarzkopf          |
| Interior y Seguridad                                                                                |             | Angela Erwin             | Anna Teresa Kavena        |
| Ciencia                                                                                             |             | Daniel Zerbin            | Heike Wermer              |
| Transporte                                                                                          |             | Matthias Goeken          | Klaus Esser               |
| Cultura y Medios de Comunicación                                                                    |             | Christina Osei           | Volkan Baran              |
| Educación                                                                                           |             | Florian Braun            | Kirsten Stich             |
| Deportes                                                                                            |             | Bernhard Hoppe-Biermeyer | Christof Rasche           |
| Medio Ambiente, Naturaleza, Protección del Consumidor, Agricultura, Silvicultura y Espacios Rurales |             | Patricia Peill           | Julia Kahle-Hausmann      |
| Asuntos Económicos, Industria, Protección del Clima y Energía                                       |             | Robin Korte              | Dietmar Brockes           |
| Minería, Acción por el Clima y Seguridad Energética                                                 |             | Antje Grothus            | Lena Teschlade            |
| Infraestructuras, Vivienda y Digitalización                                                         |             | Ellen Stock              | Astrid Vogelheim          |
| Comisiones por ley                                                                                  |             |                          |                           |
| Peticiones                                                                                          |             | Andrea Busche            | Thomas Schnelle           |
| Comisiones de Seguimiento e Investigación                                                           |             |                          |                           |
| Control de las Empresas Estatales                                                                   |             | Thomas Göddertz          | Jochen Klenner            |
| Control Presupuestario                                                                              |             | Rainer Schmeltzer        | Anke Fuchs-Dreisbach      |
| Jurídico                                                                                            |             | Werner Pfeil             | Jörg Geerlings            |
| Supervisión Electoral                                                                               |             | Jörg Geerlings           | Sven Wolf                 |
| Igualdad de Oportunidades en la Educación                                                           |             | Christin Siebel          | Klaus Kaiser              |
| Gestión de Crisis y Emergencias                                                                     |             | Hartmut Beucker          | Jule Wenzel               |
| Protección Hidrográfica                                                                             |             | Astrid Vogelheim         | René Schneider            |
| Inteligencia Artificial                                                                             |             | Björn Franken            | Franziska Müller-Rech     |
| Abuso Infantil                                                                                      |             | Dietmar Panske           | Andreas Bialas            |
| Desastres Causados por las Inundaciones 2024                                                        |             | Sven Wolf                | Ralf Nolten               |
| Retrasos y Perdidas de Infraestructuras Públicas                                                    |             | Stefan Engstfeld         | Carolin Kirsch            |
| Control del OVG                                                                                     |             | Klaus Voussem            | Hartmut Ganzke            |
| Atentado terrorista del 23A                                                                         |             | Thomas Kutschaty         | Dorothea Deppermann       |
| Fuente: Parlamento Regional de Renania del Norte-Westfalia                                          |             |                          |                           |

#### Consejo
| Nombre                                                                         | Nombre                                                                         | Cargo                                                                          |
| Miembros del Consejo de Ancianos del Parlamento de Renania del Norte-Westfalia | Miembros del Consejo de Ancianos del Parlamento de Renania del Norte-Westfalia | Miembros del Consejo de Ancianos del Parlamento de Renania del Norte-Westfalia |
| Grupo Parlamentario                                                            | Grupo Parlamentario                                                            | Titular                                                                        |
| ------------------------------------------------------------------------------ | ------------------------------------------------------------------------------ | ------------------------------------------------------------------------------ |
|                                                                                | Christlich Demokratischen Union Nordrhein-Westfalen 9 miembros                 | André Kuper                                                                    |
| Angela Erwin                                                                   | Christlich Demokratischen Union Nordrhein-Westfalen 9 miembros                 |                                                                                |
| Jörg Geerlings                                                                 | Christlich Demokratischen Union Nordrhein-Westfalen 9 miembros                 |                                                                                |
| Matthias Kerkhoff                                                              | Christlich Demokratischen Union Nordrhein-Westfalen 9 miembros                 |                                                                                |
| Thorsten Schick                                                                | Christlich Demokratischen Union Nordrhein-Westfalen 9 miembros                 |                                                                                |
| Günther J. Bergmann                                                            | Christlich Demokratischen Union Nordrhein-Westfalen 9 miembros                 |                                                                                |
| Claudia Schlottmann                                                            | Christlich Demokratischen Union Nordrhein-Westfalen 9 miembros                 |                                                                                |
| Marco Schmitz                                                                  | Christlich Demokratischen Union Nordrhein-Westfalen 9 miembros                 |                                                                                |
| Bianca Winkelmann                                                              | Christlich Demokratischen Union Nordrhein-Westfalen 9 miembros                 |                                                                                |
|                                                                                | Sozialdemokratische Partei Nordrhein-Westfalen 7 miembros                      | Rainer Schmeltzer                                                              |
| Ina Blumenthal                                                                 | Sozialdemokratische Partei Nordrhein-Westfalen 7 miembros                      |                                                                                |
| Elisabeth Müller-Witt                                                          | Sozialdemokratische Partei Nordrhein-Westfalen 7 miembros                      |                                                                                |
| Jochen Ott                                                                     | Sozialdemokratische Partei Nordrhein-Westfalen 7 miembros                      |                                                                                |
| Rainer Schmeltzer                                                              | Sozialdemokratische Partei Nordrhein-Westfalen 7 miembros                      |                                                                                |
| Lisa-Kristin Kapteinat                                                         | Sozialdemokratische Partei Nordrhein-Westfalen 7 miembros                      |                                                                                |
| Alexander Vogt                                                                 | Sozialdemokratische Partei Nordrhein-Westfalen 7 miembros                      |                                                                                |
|                                                                                | Bündnis 90/Die Grünen Nordrhein-Westfalen 5 miembros                           | Berivan Aymaz                                                                  |
| Wibke Brems                                                                    | Bündnis 90/Die Grünen Nordrhein-Westfalen 5 miembros                           |                                                                                |
| Mehrdad Mostofizadeh                                                           | Bündnis 90/Die Grünen Nordrhein-Westfalen 5 miembros                           |                                                                                |
| Norika Creuzmann                                                               | Bündnis 90/Die Grünen Nordrhein-Westfalen 5 miembros                           |                                                                                |
| Verena Schäffer                                                                | Bündnis 90/Die Grünen Nordrhein-Westfalen 5 miembros                           |                                                                                |
|                                                                                | Freie Demokratische Partei Nordrhein-Westfalen 3 miembros                      | Christof Rasche                                                                |
| Henning Höne                                                                   | Freie Demokratische Partei Nordrhein-Westfalen 3 miembros                      |                                                                                |
| Ralf Witzel                                                                    | Freie Demokratische Partei Nordrhein-Westfalen 3 miembros                      |                                                                                |
|                                                                                | Alternative für Deutschland 2 miembros                                         | Martin Vincentz                                                                |
| Christian Loose                                                                | Alternative für Deutschland 2 miembros                                         |                                                                                |
| Fuente: Parlamento Regional Renania del Norte-Westfalia                        |                                                                                |                                                                                |

### Histórico de resultados y distribución de escaños
|  | 67,3 % |

| 28  | 64  | 12  | 20  | 92  |
| KPD | SPD | FDP | DZP | CDU |

|  | 72,3 % |

| 12  | 68  | 26  | 16  | 93  |
| KPD | SPD | FDP | DZP | CDU |

|  | 72,6 % |

| 76  | 25  | 9   | 90  |
| SPD | FDP | DZP | CDU |

|  | 76,5 % |

| 81  | 15  | 104 |
| SPD | FDP | CDU |

|  | 73,4 % |

| 90  | 14  | 96  |
| SPD | FDP | CDU |

|  | 76,5 % |

| 99  | 15  | 86  |
| SPD | FDP | CDU |

|  | 73,5 % |

| 94  | 11  | 95  |
| SPD | FDP | CDU |

|  | 86,0 % |

| 91  | 14  | 95  |
| SPD | FDP | CDU |

|  | 80,0 % |

| 106 | 95  |
| SPD | CDU |

|  | 75,2 % |

| 125 | 14  | 88  |
| SPD | FDP | CDU |

|  | 71,7 % |

| 122 | 12    | 14  | 89  |
| SPD | Grüne | FDP | CDU |

|  | 64,0 % |

| 108 | 24    | 89  |
| SPD | Grüne | CDU |

|  | 56,7 % |

| 102 | 17    | 24  | 88  |
| SPD | Grüne | FDP | CDU |

|  | 62,9 % |

| 74  | 12    | 12  | 89  |
| SPD | Grüne | FDP | CDU |

|  | 59,3 % |

| 11    | 67  | 23    | 13  | 67  |
| Linke | SPD | Grüne | FDP | CDU |

|  | 59,6 % |

| 20      | 99  | 29    | 22  | 67  |
| Piraten | SPD | Grüne | FDP | CDU |

|  | 65,2 % |

| 69  | 14    | 28  | 72  | 16  |
| SPD | Grüne | FDP | CDU | AfD |

|  | 55,5 % |

| 56  | 39    | 12  | 76  | 12  |
| SPD | Grüne | FDP | CDU | AfD |

## Presidentes del Landtag
- 1946 Ernst Gnoß, SPD
- 1946–1947 Robert Lehr, CDU
- 1947–1958 Josef Gockeln, CDU
- 1959–1966 Wilhelm Johnen, CDU
- 1966 Josef Hermann Dufhues, CDU
- 1966–1970 John van Nes Ziegler, SPD
- 1970–1980 Wilhelm Lenz, CDU
- 1980–1985 John van Nes Ziegler, SPD
- 1985–1990 Karl Josef Denzer, SPD
- 1990–1995 Ingeborg Friebe, SPD
- 1995–2005 Ulrich Schmidt, SPD
- 2005–2010 Regina van Dinther, CDU
- 2010 (interino) Edgar Moron, SPD
- 2010–2012 Eckhard Uhlenberg, CDU
- 2012–2017 Carina Gödecke, SPD
- 2017- André Kuper, CDU